# 玄色 (小说家)
玄色（1985年12月5日—），本名陈思玄，女，出生于辽宁沈阳，中国大陆網路作家。就读于南京财经大学金融专业，毕业后成为全职作家。2010年开始连载的系列幻想小说《哑舍》是其最知名的作品。2012年，她以版权年收入230万位列“中国作家富豪榜”第23位。

## 主要作品
- 《哑舍》系列（完結）
  - 《哑舍》
  - 《哑舍2》
  - 《哑舍3》
  - 《哑舍4》
  - 《哑舍5》
  - 《哑舍6》
- 其他作品：《血色塔罗》、《武林萌主》、《穿越大唐之我会魔法》、《皇家幼儿园》、《公主泡泡龙》、《二分之一公主》、《天外非仙》、《昊天纪·符阵师》、《调教成神》、《调教成神2》、《2013》、《魔豆魔豆》、《公主万万岁》、《朔月》、《望月》。